# The Dark Side Of The Moon – Live at Wembley Empire Pool, London, 1974
The Dark Side Of The Moon – Live at Wembley Empire Pool, London, 1974 è il sesto album dal vivo del gruppo musicale britannico Pink Floyd, pubblicato il 24 marzo 2023 dalla Pink Floyd Records.

## Descrizione
I brani risalgono a una registrazione del 1974 di un concerto tenuto a Wembley (Londra) ma l'album è stato pubblicato solo nel 2023 per celebrare il 50° anniversario dell'album The Dark Side of the Moon. Oltre l'album dal vivo è uscito anche un box set che include, oltre l'album in studio nuovamente ristampato, due BD e un DVD con il mix audio surround del 2003, oltre una nuova versione di alta qualità del mix stereo e due libri, il primo di 160 pagine con copertina rigida e foto inedite del gruppo e un secondo libro di canzoni di 76 pagine, contenente gli spartiti dell'album originale. Come nel 1973, l'album è stato riprodotto nei planetari di tutto il mondo, per tutto il mese di marzo 2023.
La registrazione di questo album tuttavia non è inedita, in quanto era stata inserita nella riedizione 2011 dell'album come secondo disco, denominato Immersion Edition.
Nell'ottobre 2023 Roger Waters ha pubblicato una nuova registrazione dell'album The Dark Side of the Moon, intitolata The Dark Side of the Moon Redux che, a detta del musicista, sarebbe una nuova rivisitazione personale dell'album, poiché la maggior parte dei testi e delle canzoni che compongono l'album originale del 1973 era stato scritto da Waters.

## Tracce
1. Speak to Me – 2:46
2. Breathe – 2:51
3. On the Run – 5:09
4. Time + Breathe (Reprise) – 6:32
5. The Great Gig in the Sky – 6:50
6. Money – 8:41
7. Us and Them – 8:10
8. Any Colour You Like – 8:11
9. Brain Damage – 3:44
10. Eclipse – 2:19

## Formazione
- Roger Waters – voce, basso
- David Gilmour – chitarra, voce
- Nick Mason – batteria, percussioni
- RIchard Wright – tastiera, cori

Altri musicisti
- Dick Parry – sassofono in Us And Them e Money
- Clare Torry – voce in The Great Gig in the Sky
- Doris Troy – cori
- Lesley Duncan – cori
- Liza Strike – cori
- Barry St. John – cori

Produzione
- Alan Parsons – ingegneria
- Peter James – assistenza ingegneria
- Chris Thomas – supervisore del mixaggio
- James Guthrie – masterizzazione
- Joel Plante – masterizzazione

Progetto
- Hipgnosis – copertina, fotografia
- Storm Thorgerson – fotografia prismatica
- Tony May – fotografia prismatica
- George Hardie – copertina, adesivi
- Roger Waters – Concetto grafico del battito cardiaco
- Peter Curzon – design della riedizione
- StormStudios – progettazione della riedizione